# Nazionale femminile di pallavolo della Cecoslovacchia
La nazionale femminile di pallavolo della Cecoslovacchia è stata una squadra europea, attiva fino al 1993, composta dalle migliori giocatrici di pallavolo della Cecoslovacchia ed è stata posta sotto l'egida della Federazione pallavolistica della Cecoslovacchia.

## Risultati

### Competizioni FIVB
| 1964 | non qualificata | -            |
| 1968 | 6º posto        | Convocazioni |
| 1972 | 7º posto        | Convocazioni |
| 1976 | non qualificata | -            |
| 1980 | non qualificata | -            |
| 1984 | non qualificata | -            |
| 1988 | non qualificata | -            |
| 1992 | non qualificata | -            |

| 1952 | 3º posto        | Convocazioni |
| 1956 | 4º posto        | Convocazioni |
| 1960 | 3º posto        | Convocazioni |
| 1962 | 6º posto        | Convocazioni |
| 1967 | non qualificata | -            |
| 1970 | 5º posto        | Convocazioni |
| 1974 | 17º posto       | Convocazioni |
| 1978 | 12º posto       | Convocazioni |
| 1982 | non qualificata | -            |
| 1986 | 11º posto       | Convocazioni |
| 1990 | non qualificata | -            |

### Competizioni CEV
| 1949 | 2º posto        | Convocazioni |
| 1950 | 3º posto        | Convocazioni |
| 1951 | non qualificata | -            |
| 1955 | 1º posto        | Convocazioni |
| 1958 | 2º posto        | Convocazioni |
| 1963 | 6º posto        | Convocazioni |
| 1967 | 3º posto        | Convocazioni |
| 1971 | 2º posto        | Convocazioni |
| 1975 | 5º posto        | Convocazioni |
| 1977 | 5º posto        | Convocazioni |
| 1979 | 7º posto        | Convocazioni |
| 1981 | 6º posto        | Convocazioni |
| 1983 | 8º posto        | Convocazioni |
| 1985 | 4º posto        | Convocazioni |
| 1987 | 3º posto        | Convocazioni |
| 1989 | 5º posto        | Convocazioni |
| 1991 | 5º posto        | Convocazioni |
| 1993 | 2º posto        | Convocazioni |

### Competizioni estinte
| 1988 | ?               | -            |
| 1989 | ?               | -            |
| 1990 | ?               | -            |
| 1991 | 7º posto        | Convocazioni |
| 1992 | non qualificata | -            |
| 1993 | non qualificata | -            |

| 1986 | 6º posto        | Convocazioni |
| 1990 | non qualificata | -            |